# Ty mene lubysh?
Ty mene lubysh? (internationaler Titel Do You Love Me?) ist ein ukrainisch-schwedischer Coming-of-Age-Film von Tonya Noyabrova. Die Premiere des Films war am 20. Februar 2023 in der Sektion „Panorama“ der Berlinale.

## Handlung
Im Jahr 1990, kurz bevor die Sowjetunion kollabiert, beginnt die 17-jährige Kira gerade, westliche Freiheiten auszukosten. Sie will Schauspielerin werden und ein aufgeschlossenes Leben führen. Mit West-Utensilien aus der Plastiktüte zieht sich Kira in die Küche zurück: Kaugummi, Glitzerpulli und Pepsi aus der Dose. Ihr Leben beginnt gerade erst, als ihre Familie und das Land, in dem sie lebt, auseinanderbrechen.

## Produktion
Es ist Noyabrovas zweiter Feature-Film, nachdem sie für Hero of My Time den Preis als Beste ukrainische Regisseurin beim Odesa International Film Festival 2018 gewonnen hatte.
Anastasiia Bukovska und Danylo Kaptyukh produzierten den Film für Family Production (Ukraine) in Ko-Produktion mit Jonas Kellagher für Commonground Picture (Schweden). Der Film erhielt Förderung von der Ukrainian State Film Agency (USFA) und Film I Väst und ging durch die Work-in-Progress-Sektionen „Ukraine Now“ des Marché du film in Cannes, beim San Sebastian Film Festival und dem Stockholm Film Festival. Den weltweiten Vertrieb übernimmt Urban Sales.
Die Produktion des Films wurde ein Jahr vor der Premiere abgeschlossen, nur 5 Tage später begann die groß angelegte Invasion in der Region. Die Produzenten konnten noch das Material aus Kiew retten, als sie mit ihren Verwandten das Land verließen.

## Auszeichnungen
In der Sektion „Panorama“ der Berlinale ist der Film in der Auswahl für die Filmpreise der unabhängigen Jurys, unter anderem für den Preis der Ökumenischen Jury und den FIPRESCI-Preis. Darüber hinaus wird der Panorama-Publikumspreis vergeben.